# Ruda, Ruda Śląska
Ruda (tiếng Đức: Ruda) là một quận ở phía tây bắc của Ruda ląska, Silesian Voivodeship, miền nam Ba Lan, có diện tích 11,9 km² và vào năm 2006, nơi đây có 23.134 người sinh sống.

## Lịch sử
Ngôi làng lần đầu tiên được đề cập trong một tài liệu tiếng Latinh của Giáo phận Wrocław có tên Liber fundationis episcopatus Vratislaviensis từ khoảng năm 1305 như một mục trong Ruda sunt L mansi parvi, de quibus scultetus h.us VI), alii deserviunt domino. Decima de omni grano. Et scultetus solvit) marcam de molendino suo.. Ngôi làng ban đầu thuộc về Công tước xứ Bytom, một khoản phí của Vương quốc Bohemia, sau năm 1526 trở thành một phần của Vương triều Habsburg. Sau chiến tranh Silesian, khu vực này trở thành một phần của Vương quốc Phổ. Từ năm 1816 đến 1908, máy trộn kẽm lớn nhất ở châu Âu, „Carlshütteỏ, hoạt động ở Ruda. Nó được đi kèm với nhiều cơ sở công nghiệp khác.
Sau Thế chiến I ở Thượng Silesia plebiscite 6.212 trong số 10.352 cử tri ở Ruda đã bỏ phiếu ủng hộ việc gia nhập Ba Lan, chống lại 4.105 chọn ở lại Đức. Sau đó, nó trở thành một phần của Silesian Voivodeship, Cộng hòa Ba Lan thứ hai. Sau đó nó bị Đức Quốc xã thôn tính vào đầu Thế chiến II. Sau chiến tranh, nó đã được khôi phục lại Ba Lan.
Ruda đã nhận được thị trấn vào năm 1939, có hiệu lực sau Thế chiến II. Năm 1951, Godula, Orzegów và Chebzie đã hợp nhất với Ruda, và vào ngày 31 tháng 12 năm 1958, nó được sáp nhập với thị trấn Nowy Bytom để tạo thành Ruda ląska hiện đại.